# مارس وليمز
مارس وليمز (بالإنجليزية: Mars Williams)‏ هو عازف جاز أمريكي، ولد في 28 مايو 1955 في إلمهورست في الولايات المتحدة.

## وصلات خارجية
- مارس وليمز على موقع IMDb (الإنجليزية)
- مارس وليمز على موقع ميوزك برينز (الإنجليزية)
- مارس وليمز على موقع أول ميوزيك (الإنجليزية)
- مارس وليمز على موقع ديسكوغز (الإنجليزية)